# 49th Street (metropolitana di New York)
49th Street è una fermata della metropolitana di New York, situata sulla linea BMT Broadway. A servizio del quartiere di Midtown Manhattan, nel 2015 è stata utilizzata da 8 029 988 passeggeri.

## Storia
La stazione venne aperta il 10 luglio 1919, come parte del secondo prolungamento verso nord della linea BMT Broadway, la cui prima sezione era stata aperta il 4 settembre 1917. Nell'ottobre del 1973, fu sottoposta ad un programma sperimentale di modernizzazione che ne modificò radicalmente l'aspetto originale.

## Strutture e impianti
49th Street è una fermata sotterranea con quattro binari e due banchine laterali. Dispone di quattro gruppi di tornelli, due per ognuna delle due banchine che, non essendo connesse tra di loro, non permettono quindi di cambiare direzione senza uscire dai tornelli. Inoltre, solo la banchina in direzione sud è accessibile. Situata sotto l'incrocio tra 48h Street e Seventh Avenue, ha uscite su quest'ultima strada e su 49h Street, 47th Street e Broadway.
La stazione fu in origine costruita con lo stesso stile delle altre stazioni sulla linea BMT Broadway, tuttavia, nell'ottobre del 1973, venne sottoposta ad una ristrutturazione sperimentale. Le piastrelle originali furono sostituite con un rivestimento di mattoni rossi smaltati e venne migliorato l'isolamento acustico. Da allora, tre delle quattro uscite sono stati ricostruite, lasciando la sola uscita su 47th Street con gli originali mattoni rossi.

## Movimento
La stazione è servita dai treni di quattro services della metropolitana di New York:
- Linea N Broadway Express, sempre attiva;[6]
- Linea Q Broadway Express, attiva solo di notte;[7]
- Linea R Broadway Local, sempre attiva, tranne di notte;[8]
- Linea W Broadway Local, attiva solo nei giorni feriali esclusa la notte.[9]

## Interscambi
La stazione è servita da diverse autolinee gestite da NYCT Bus.
- Fermata autobus